# Johann Jakob Bindschedler
Johann Jakob Bindschedler (* 15. Juli 1792 in Männedorf; † 19. November 1860 ebenda) war ein Schweizer Politiker. 

## Biografie
Bindschedler ist ein altes Geschlecht, das schon im 14. Jahrhundert in Erlenbach nachgewiesen wurde und später in mehreren Gemeinden des rechten Ufers des Zürichsees verbreitet war, besonders in Männedorf. Johann Jakob Bindschedler hatte im Militär den Grad eines Leutnants. Er wurde 1830 das erste Mal in den Grossrat des Kantons Zürich gewählt, dem er aber nur bis 1832 angehörte. 1839 wurde Bindschedler nach dem Züriputsch erneut in die Regierung des Kantons Zürich gewählt, erhielt aber diesmal ein Sitz im Regierungsrat, den er bis 1843 behielt. Danach war er zwei weitere Jahre abermals Mitglied der grossen Kammer, bis er 1841 gänzlich ausschied.
Johann Jakob Bindschedler hatte aus zwei Ehen acht Kinder. Die erste Ehefrau war Susanna Rebmann, die er 1810 heiratete, die zweite Regula Bebie, die er 1836 heiratete.